# 中村一枝 (郷土史研究家)
中村 一枝（なかむら かずえ、1931年〈昭和6年〉 - 2019年〈令和元年〉12月7日）は、日本の郷土史研究家。北海道釧路市の釧路アイヌ文化懇話会や札幌女性史研究会に所属し、札幌市を拠点に歴史を掘り起こす地道な活動を続ける一方、現代に警鐘を鳴らすべく、戦争体験の積極的な発信を続けた。日本大学文学部卒業。釧路でアイヌ教育に取り組んだ永久保秀二郎の日記『永久保日誌』の研究でも知られる。

## 経歴
北海道釧路市で誕生した。女学生だった1945年（昭和20年）、戦中当時に学校では防空壕を掘らされ、駆り出された援農先では作業の合間に歌を歌った者が目の前で体罰を受けるといった戦時体験が、その後の生涯に影響を及ぼした。
1972年（昭和47年）、釧路市でアイヌ民族教育に尽力した永久保秀二郎の日誌や資料と出会い、札幌市へ移り住んだ後も研究を重ねた。永久保の日誌と資料を読み進める内に、永久保がアイヌに対する教育制度上の差別に憤り、その一方で美しいアイヌ語を書き留めていることを知り、『永久保秀二郎の研究』（釧路叢書第28巻）と『永久保秀二郎の『アイヌ語雑録』をひもとく』（寿郎社）の2冊を著した。永久保の最期を「キリスト教徒としての心の平安そのものであった」と自著に書き、自らも洗礼を受けてキリスト教徒となった。
釧路アイヌ文化懇話会によるアイヌ文化研究の総合誌「久摺（くすり）」では、釧路で郵便物を輸送中に吹雪で殉職した吉良平治郎の遭難を、釧路地方気象台の観測原簿で当時の気象を確認するなど、詳細な資料を使って考証した。
2019年（令和元年）10月19日、母校である北海道釧路江南高等学校（中村の在校時は釧路女子高等学校）の創立百年記念式典に合わせて帰郷し、生徒たちの前で戦中の援農体験を話した。これが釧路での最後の姿となった。同2019年12月6日、札幌女性史研究会の会合出席後に、札幌市内で倒れ、同2019年12月7日、脳幹出血により88歳で死去した。

## 評価
著書の『アイヌ語雑録』をひもとく』はアイヌ語検証の集大成と呼べるもので、永久保の集録による約2000のアイヌ語を50音順に再配列し、意味、ローマ字表記による発音、注釈が付けられている。アイヌ語の記録が、入手しやすい状態で提供可能になったことでも評価されている。
札幌女性史研究会の代表者は中村の没後、「海外まで聖公会関連の一次資料収集に行く中村さんの姿勢は情熱的でした。聖公会の女性宣教師によるアイヌ民族への教育など、手付かずの歴史を掘り起こしてくれました」と、その生前の姿を振り返った。

## 著作
- 『永久保秀二郎の研究』釧路市〈釧路叢書〉、1991年3月。 NCID BN06556924。
- 『永久保秀二郎の『アイヌ語雑録』をひもとく』寿郎社、2014年12月。ISBN 978-4-902269-73-4。